# قرار مجلس الأمن التابع للأمم المتحدة رقم 90
اعتمد قرار مجلس الأمن التابع للأمم المتحدة رقم 90، بالإجماع يوم 31 يناير 1951، حذف بند «شكوى اعتداء على جمهورية كوريا» من قائمة المسائل المعروضة على المجلس.

## روابط خارجية
- نص القرار في undocs.org